# Daniel Fuzato
Daniel Fuzato, né le 4 juillet 1997 à Santa Bárbara d'Oeste, est un footballeur brésilien qui évolue au poste de gardien de but à Vasco da Gama.

## Biographie
Daniel Fuzato est né à Santa Bárbara d'Oeste, dans l'État de São Paulo, au sein d'une famille d'origine italienne,. Joueur de futsal dans sa jeunesse, il y joue alors comme attaquant, avant de se convertir au poste de gardien, sous les conseils de son professeur de gymnastique.

### Carrière en club
Formé au Palmeiras qu'il a rejoint en 2010, Fuzato figure plusieurs fois sur la feuille de match avec les professionnels à partir de la saison 2017, sans toutefois faire ses débuts avec le club de São Paulo.
Le 7 juillet 2018, voyant ses perspectives limitées avec les Verdão, il est ainsi transféré à la Roma,. Il fait ses débuts professionnels avec le club romain le 1er août 2020 à l'occasion d'une victoire 3-1 en Serie A contre la Juventus.
Après ces débuts, Fuzato est prêté au Gil Vicente Futebol Clube en Championnat du Portugal, afin de gagner en temps de jeu. Mais sans être arrivé à retrouver du temps de jeu dans le club de Barcelos, il rentre à Rome dès janvier 2021, retrouvant les terrains à l'occasion du spectaculaire match de Coupe perdu par l'AS Roma face à La Spezia le 19 janvier 2021.

### Carrière en sélection
Né au Brésil, Fuzato détient également un passeport italien depuis 2015, du fait de ses origines,.
Il est international brésilien, avec les moins de 20 ans depuis 2016 et les moins de 23 depuis 2020,,, ayant également été convoqué en équipe senior du Brésil en 2019,.

## Style de jeu
Joueur à la présence physique notable, son mètre quatre-vingt dix lui permet de s'étendre sur toute l'aire du but, alors qu'il garde une forte réactivité et capacité à se coucher sur le ballon, malgré sa stature. Il possède aussi un remarquable jeu au pied, notamment pour les renvois longs.

## Statistiques
| Saison                | Club                  | Championnat           | Championnat | Championnat | Coupe(s) nationale(s) | Coupe(s) nationale(s) | Compétition(s) continentale(s) | Compétition(s) continentale(s) | Compétition(s) continentale(s) | Total | Total |
| Saison                | Club                  | Division              | M.          | B.          | M.                    | B.                    | Comp.                          | M.                             | B.                             | M.    | B.    |
| 2018-2019             | AS Rome               | Serie A               | -           | -           | -                     | -                     | C1                             | -                              | -                              | 0     | 0     |
| 2019-2020             | AS Rome               | Serie A               | 1           | 0           | -                     | -                     | C3                             | -                              | -                              | 1     | 0     |
| 2020-2021             | AS Rome               | Serie A               | 5           | 0           | 1                     | 0                     | C3                             | -                              | -                              | 6     | 0     |
| 2021-2022             | AS Rome               | Serie A               | -           | -           | -                     | -                     | C4                             | 1                              | 0                              | 1     | 0     |
| Sous-total            | Sous-total            | Sous-total            | 6           | 0           | 1                     | 0                     | -                              | 1                              | 0                              | 8     | 0     |
| Total sur la carrière | Total sur la carrière | Total sur la carrière | 6           | 0           | 1                     | 0                     | -                              | 1                              | 0                              | 8     | 0     |

## Palmarès
AS Rome
- Ligue Europa Conférence (1) :
  - Vainqueur : 2022.